# Fontenelle-Montby
Fontenelle-Montby ist eine französische Gemeinde mit 81 Einwohnern (Stand: 1. Januar 2022) im Département Doubs in der Region Bourgogne-Franche-Comté.

## Geographie
Fontenelle-Montby liegt auf 425 m, zwölf Kilometer nordnordöstlich von Baume-les-Dames und etwa 29 Kilometer westlich der Stadt Montbéliard (Luftlinie). Das Dorf erstreckt sich auf der leicht gewellten Kalkhochfläche zwischen den Flusstälern von Doubs im Süden und Ognon im Norden.
Die Fläche des 6,65 km² großen Gemeindegebiets umfasst einen Abschnitt der gewellten Landschaft zwischen Doubs und Ognon. Das gesamte Gebiet wird vom wasserarmen Hochplateau von Fontenelle eingenommen, das durchschnittlich auf 420 m liegt. Es ist überwiegend von Acker- und Wiesland bestanden, zeigt aber auch einige größere Waldflächen, insbesondere den Bois de Courbot und den Bois des Epaisses. Es gibt hier nur einige Rinnsale, die nach kurzer Wegstrecke im verkarsteten Untergrund versickern. Mit 470 m wird auf einer Anhöhe des Charmois im Südosten des Gemeindeareals die höchste Erhebung von Fontenelle-Montby erreicht. Nach Norden reicht der Gemeindeboden bis zum Mont Roland oberhalb des Steilabfalls zur Talmulde des Drigeon.
Nachbargemeinden von Fontenelle-Montby sind Cuse-et-Adrisans und Nans im Norden, Uzelle und Gondenans-Montby im Osten, Viéthorey im Süden sowie Mésandans, Romain und Gondenans-les-Moulins im Westen.

## Sehenswürdigkeiten
Die Dorfkirche Saint-Ferréol in Fontenelle-Montby wurde im 18. Jahrhundert erbaut. Ein ehemaliges Herrschaftshaus dient heute als Bauernhof.

## Bevölkerung
| Jahr                       | 1962 | 1968 | 1975 | 1982 | 1990 | 1999 | 2005 | 2016 |
| Einwohner                  | 126  | 134  | 118  | 104  | 106  | 90   | 103  | 93   |
| Quellen: Cassini und INSEE |      |      |      |      |      |      |      |      |

Mit 81 Einwohnern (Stand 1. Januar 2022) gehört Fontenelle-Montby zu den kleinsten Gemeinden des Départements Doubs. Nachdem die Einwohnerzahl in der ersten Hälfte des 20. Jahrhunderts deutlich abgenommen hatte (1911 wurden noch 223 Personen gezählt), wurden seither nur noch relativ geringe Schwankungen verzeichnet.

## Wirtschaft und Infrastruktur
Fontenelle-Montby war bis weit ins 20. Jahrhundert hinein ein vorwiegend durch die Landwirtschaft (Ackerbau, Obstbau und Viehzucht) und die Forstwirtschaft geprägtes Dorf. Daneben gibt es heute einige Betriebe des lokalen Kleingewerbes. Mittlerweile hat sich das Dorf auch zu einer Wohngemeinde gewandelt. Viele Erwerbstätige sind deshalb Wegpendler, die in den größeren Ortschaften der Umgebung ihrer Arbeit nachgehen.
Der Ort liegt abseits der größeren Durchgangsstraßen an einer Departementsstraße, die von Rougemont nach Clerval führt. Der nächste Anschluss an die Autobahn A36 befindet sich in einer Entfernung von ungefähr zehn Kilometern. Weitere Straßenverbindungen bestehen mit Autechaux, Romain, Nans und Uzelle.

## Weblinks

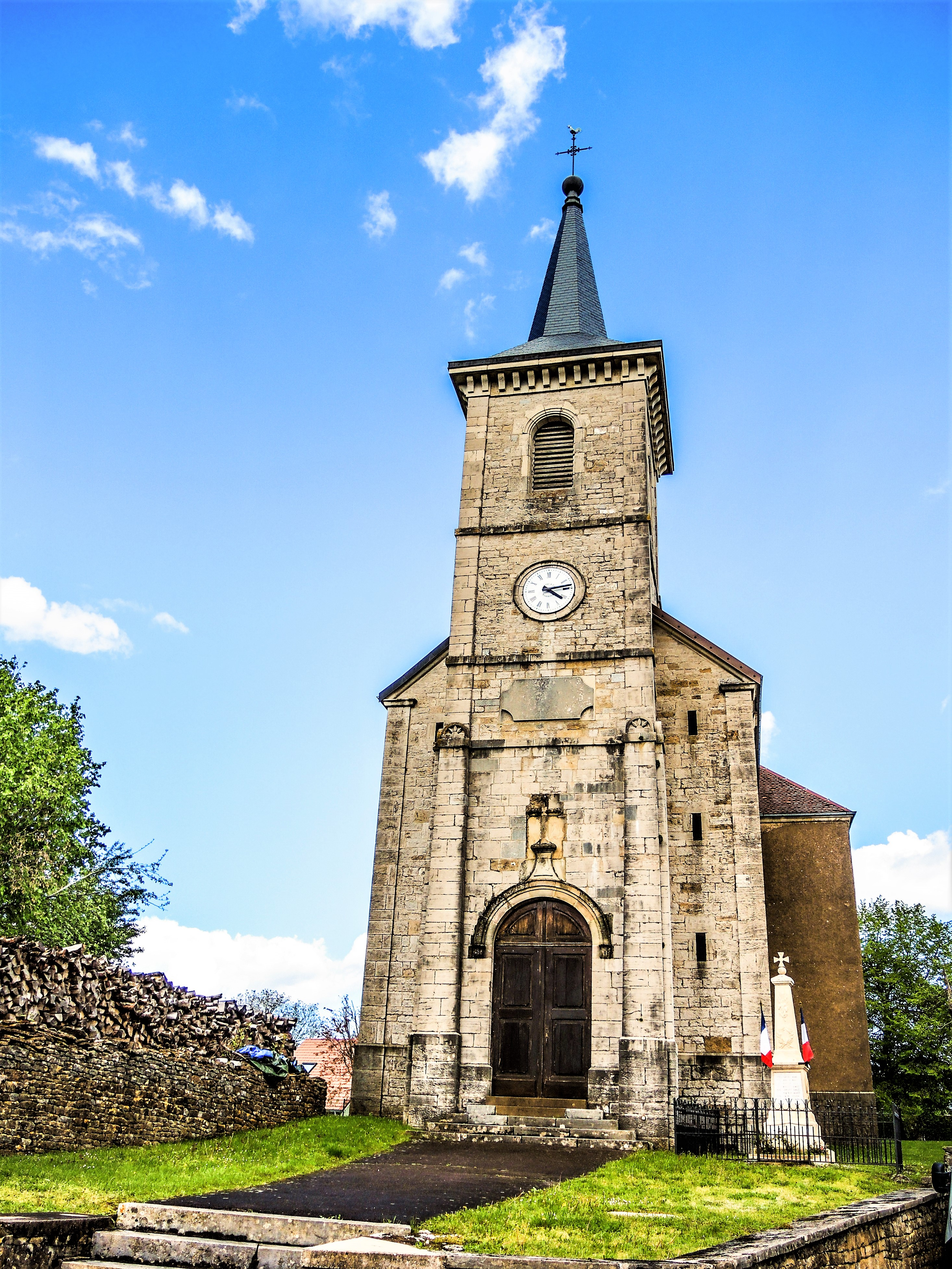
Kirche Saint-Ferréol